# Makemo
Makemo és un atol de les Tuamotu, a la Polinèsia Francesa. És el cap de la comuna de Makemo. Està situat al centre de l'arxipèlag, a 570 km al nord-est de Tahití.

## Geografia

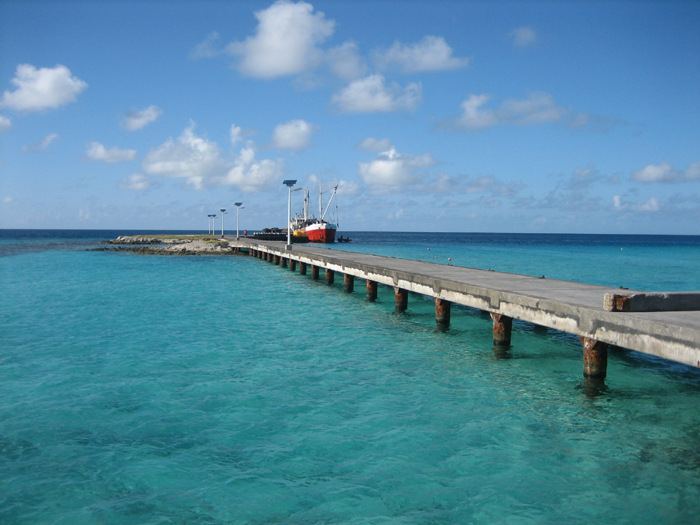
Port de Makemo

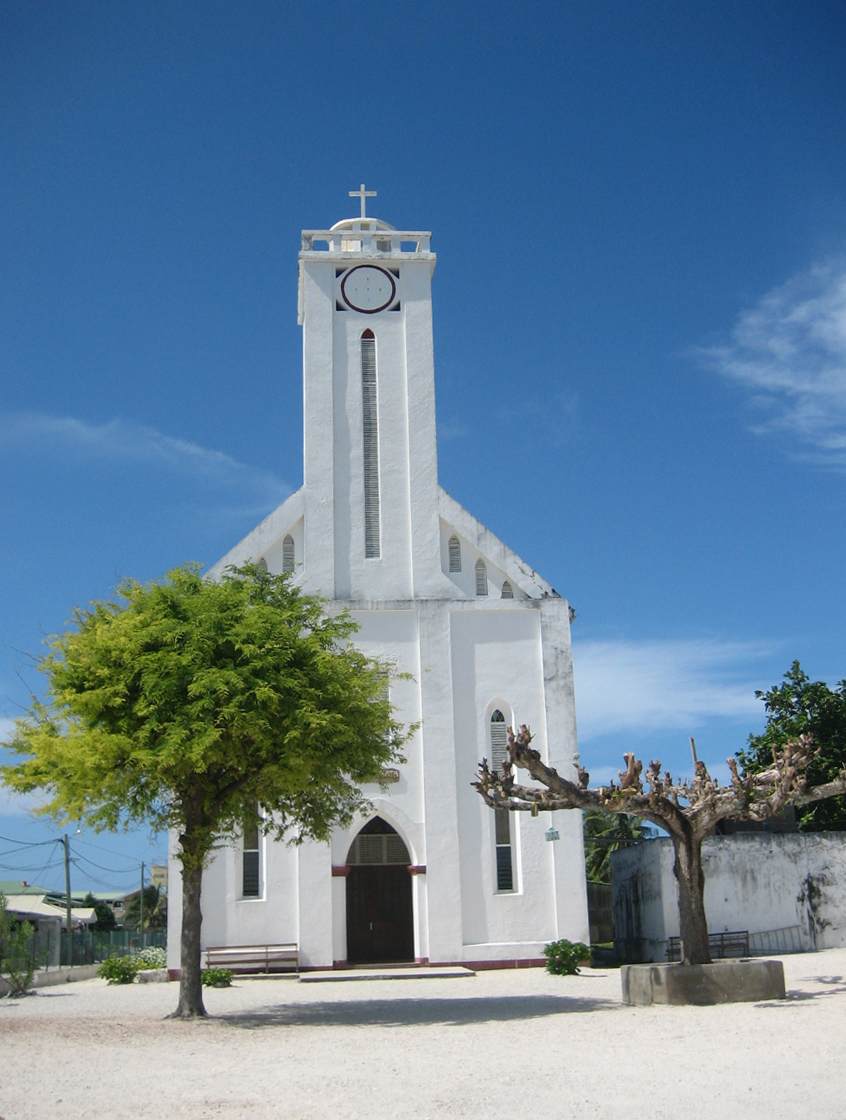
Església de Pouheva, a Makemo

L'atol té 70 km de llarg i uns 10 km de mitjana d'ample. La superfície emergida és de 56 km². La llacuna és la tercera més gran de les Tuamotu, amb 603 km². Disposa de dos passos navegables: Arikitamiro i Tikaranga.
La població total era de 745 habitants al cens de 2002. La vila principal és Pouheva, o Poeheva (literalment 'plor de perla'), situada al costat del pas d'Arikitamiro. Al sud es troba l'antiga vila de Punaruku amb cases de corall avui abandonada. Disposa d'una església catòlica, una escola primària i un aeroport. L'activitat principal és la perlicultura.
Makemo és el cap d'una comuna que engloba onze atols organitzats en quatre comunes associades:
- Comuna associada de Makemo: Makemo, Takume, Haraiki i Marutea Nord.
- Comuna associada de Katiu: Katiu i les illes Raevski (Hiti, Tepoto Sud i Tuanake)
- Comuna associada de Raroia: Raroia
- Comuna associada de Taenga: Taenga i Nihiru.

## Història
Makemo és la pàtria de l'heroi llegendari Moeava. La llegenda explica que el famós guerrer es va enamorar d'Huarei, reina de l'illa Tepukamaruia. El gegant Patira es va posar gelós i els dos guerrers es van desafiar a un combat a l'illa de Makemo. Moeava va arribar el primer i va preparar una fona gegant. Quan el seu rival va aparèixer, va escollir una pedra gran, rodona i llisa, va fer una pregària al déu Tu, i va matar Patira d'un llançament al cap. Avui, es pot veure una enorme pedra rodona i llisa a la llacuna de Makemo. És la pedra de Moeava.
L'atol va ser descobert pels comerciants anglesos John Buyers i John Turnbull del Margaret, el 1803. El van anomenar Philipps Island pel sheriff de Londres, Sir Richard Phillips. El 1820, Fabian von Bellingshausen l'anomena Kutuzov.